# L'Odyssée (Gérôme)
L'Odyssée est une peinture à l'huile  sur panneau de cuivre de 56 × 45 cm réalisée  vers 1858 par l'artiste peintre français Jean-Léon Gérôme,.
Elle fait partie de la collection du musée Jean-Léon Gérôme de Vesoul (France).

## Description
Ce tableau met en image une jeune femme grecque surmontée d'un drap bleu flottant et munie d'un aviron.
On peut y remarquer en haut à gauche les armoiries de la ville de Nantes.

## Contexte
Il s’agit d’un projet de décoration murale pour le salon de la maison pompéienne pour le prince Napoléon-Jérôme Bonaparte, avenue Montaigne à Paris. Trois oeuvres de Gérôme ont illustrées ce fabuleux salon : Un tableau d'Homère aveugle conduit par un jeune Ionien et l’Illiade. La maison fut démoli en 1891.

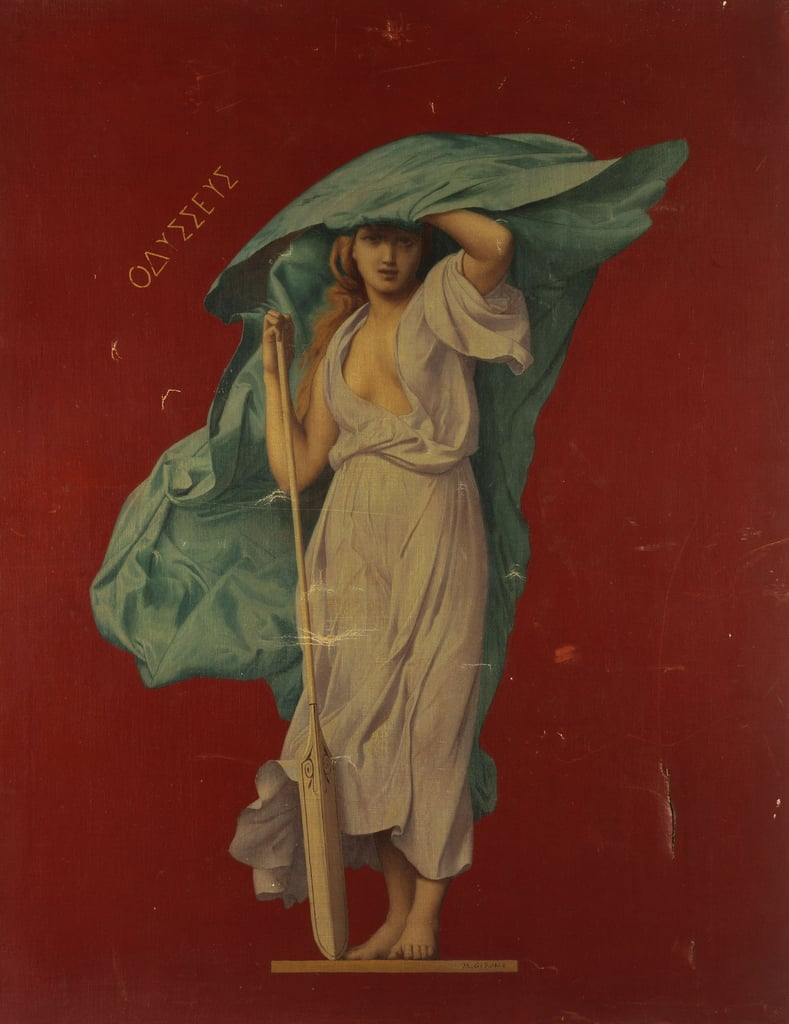
Version de L'Odyssée de la maison pompéienne.
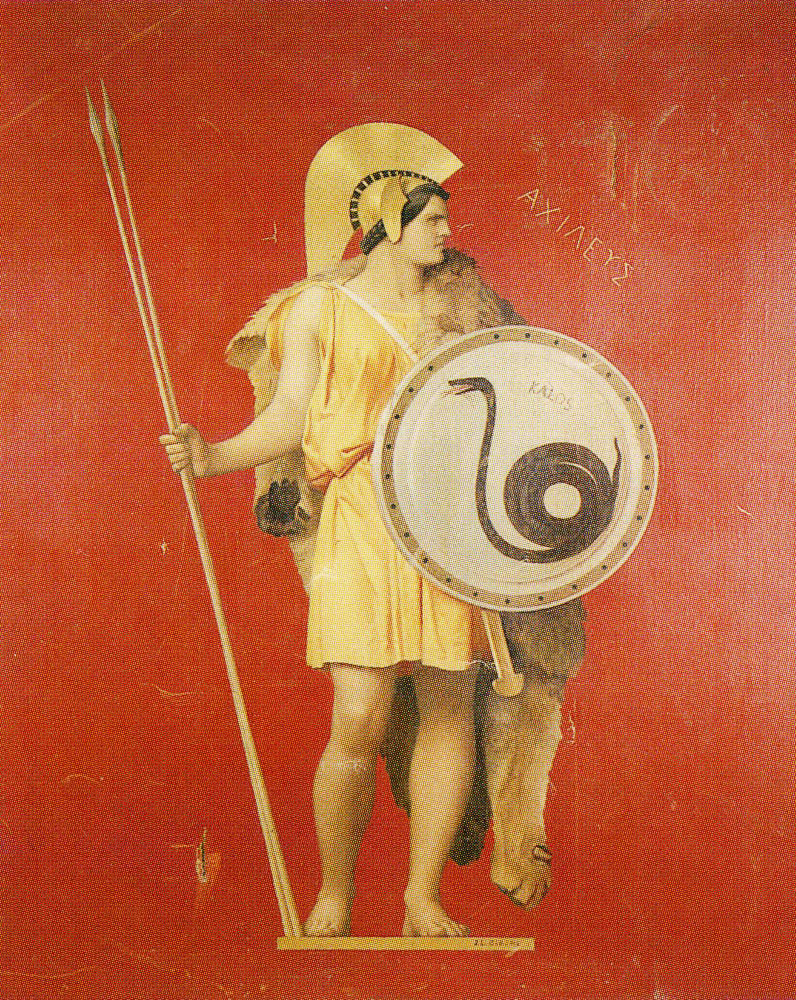
L'Illiade.
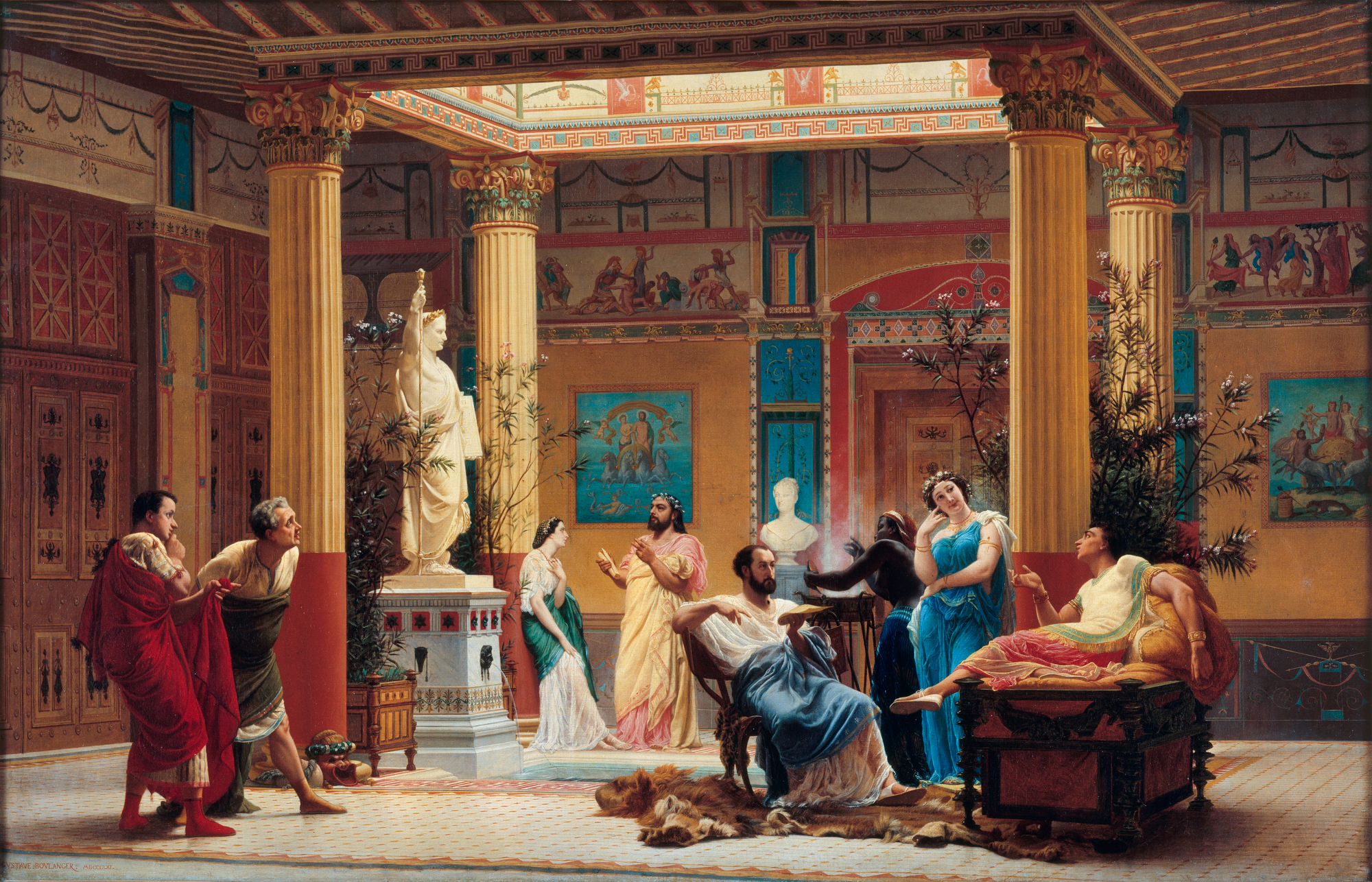
Gustave Boulanger, Répétition du "Joueur de flûte" et de la "Femme de Diomède" chez le prince Napoléon, 1861.
Blason de la ville de Nantes dont la devise devient "Favet Neptunus Eunti" en 1815.